# Ichneumon cerebrosus
Ichneumon cerebrosus là một loài tò vò trong họ Ichneumonidae.